# Günter Stiff
Günter Stiff (* 23. Mai 1916 in Köln; † 10. September 2002 in Münster) war ein deutscher Verleger und Schriftsteller.

## Leben
Günter Stiff, Sohn des Münsteraner Landrates Max Stiff, studierte Volkswirtschaftslehre, gründete 1947 den katholischen Deutscher Jugend Verlag, später umfirmiert in Komm-Mit-Jugendverlag, und leitete ihn bis zu seinem Tod im 86. Lebensjahr.
Er war Autor für Jugendliteratur und christliche Schriften, wie die Jugendzeitschrift „Komm-mit“. In jährlichem Turnus publizierte er den Taschenkalender „Komm-mit-Kalender“. Report (Baden-Baden) berichtete 1994 kritisch über den Adressteil des Kalenders, in dem auch neurechte und extrem rechte Magazine und Organisationen aufgelistet seien. Das Bischöfliche Generalvikariat in Trier hat diesen Kalender als rechtsextrem eingestuft und sich davon distanziert. Sein Spielehandbuch „1000 Jugendspiele“ erreichte eine Auflage von über 400.000 Exemplaren. In seinem Verlag erschien der Plakatdienst „Ecclesia“. 1971 gründete er das Christoferuswerk, eine Aktionsgemeinschaft katholischer und evangelischer Christen.
Stiff, ehemaliges Mitglied der Zentrumspartei, gründete 1988 zusammen mit Felizitas Küble und anderen die Partei Demokratie 2000 – Allianz für Freiheit und Grundgesetz.
Eng befreundet war er mit dem Jesuitenpater Lothar Groppe sowie der Bundestagsabgeordneten Erna-Maria Geier.